# Флаг Набережных Челнов
Флаг городского округа «Город На́бережные Челны́» Республики Татарстан Российской Федерации.

## Описание
«Флаг города Набережные Челны представляет собой прямоугольное голубое полотнище с отношением ширины к длине 2:3, с воспроизведением чёлна под парусом и с вёслами из герба города (в жёлтом, красном и зелёном цветах с оранжевыми контурами) и с волнистой белой полосой вдоль нижнего края, с габаритной шириной, составляющей 1/4 от ширины полотнища; чёлн прилегает к полосе, весла заходят на полосу».

## Обоснование символики
Главная фигура флага — чёлн указывает на название города, делая композицию гласной. Чёлн — символ неустанного движения вперёд, преодоления преград, укрощения стихии и средства достижения цели. Носовое украшение в виде девичьей головы показывает образ женщины как символ домашнего очага.
Полный парус говорит о попутном ветре, об удаче и успешности во всех начинаниях. Парус чёлна по своим очертаниям напоминает стилизованное изображение тюльпана — традиционного символа духовности, подчёркивает и усиливает значение города, показывая Набережные Челны как неповторимую жемчужину Татарстана.
Весла, опущенные в воду, говорят о том, что жители Набережных Челнов для движения вперёд используют не только природные силы, но и прикладывают свои старания.
Белые волны символизируют реку Каму и Нижнекамское водохранилище, на берегах которых расположен город. Белый цвет волн перекликается с одной из версий названия города — на татарском языке «Яр Чаллы» — белый камень на берегу.
Жёлтый цвет (золото) символизирует прочность, величие, богатство, интеллект, стабильность, уважение.
Белый цвет (серебро) — символ чистоты, совершенства, духовности, взаимопонимания.
Голубой цвет — символ истины, чести и добродетели.
Зелёный цвет дополняет содержание флага, являясь символом природы, здоровья, весны, роста и обновления.
Красный цвет в геральдике — символ труда, мужества, жизненной энергии, красоты, праздника.